# Дегенкольб, Джон
Джон Де́генкольб (нем. John Degenkolb; род. 7 января 1989, Гера) — немецкий профессиональный шоссейный велогонщик. Победитель Милан — Сан-Ремо и Париж-Рубе, двух из пяти монументов велоспорта. Двукратный призёр чемпионата мира в групповой гонке среди андеров (2008, 2010). Многократный призёр чемпионата Германии в групповой гонке.

## Любительская карьера
Первым успехом для Дегенкольба стала победа на этапе домашнего Тура Тюрингии в 2008 году. В этом же году он занял третье место в групповой гонке на чемпионате мира по шоссейным велогонкам в возрастной категории до 23 лет. В следующем году не одержал ни одной победы, но занял 3-е место на голландской однодневной гонке ЗЛМ Тур.
В 2010 году Джон одержал девять побед, в том числе выиграл свою первую многодневную гонку — Тур Тюрингии, и снова занял призовое место в групповой гонке до 23 лет на чемпионате мира, в этот раз завоевав второе место.

## Профессиональная карьера

### HTC-Highroad (2011)
В 2011 году Дегенкольб перешёл в состав профессиональной команды мирового тура Team HTC-High Road. Несмотря на наличие в составе сильных спринтеров, таких как Марк Кавендиш и Андре Грайпель, Дегенкольб не остался без побед, главными из которых стали победы на втором и четвёртом этапах Критериум Дофине. Осенью немец впервые вышел на старт супермногодневки — в составе своей команды он проехал Вуэльту. Первоначально планировалось, что Дегенкольб будет помощником Марка Кэвендиша, но после схода британца ему была предоставлена свобода действий. На 12-м этапе до Понтеведры немец финишировал вторым, уступив только Петеру Сагану (Liquigas-Cannondale), а на заключительном этапе стал четвёртым.

### Project 1t4i / Giant-Alpecin (2012—2016)

#### 2012

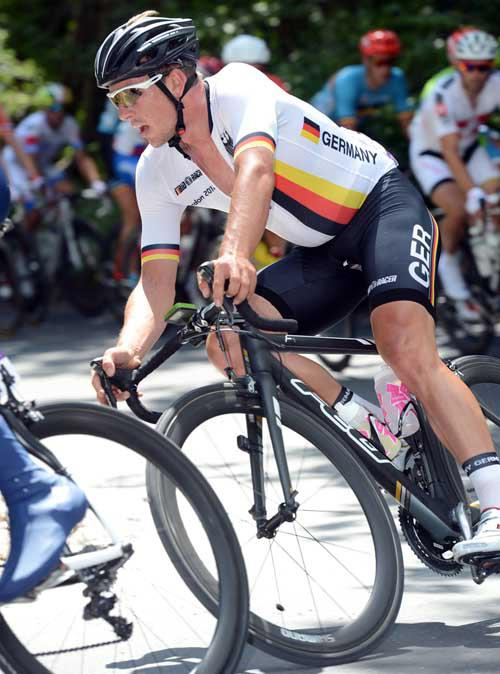
Джон Дегенкольб на Олимпийских играх 2012

После того, как Team HTC-High Road прекратила существование, в конце 2011 года Дегенкольб подписал контракт с голландской командой Argos-Shimano. Весной 2012 года Джон выиграл по два этапа на Четырёх днях Дюнкерка и Туре Пикарди. Последний он выиграл и в общем зачете благодаря набранным бонусным секундам. В августе немец принимал участие в групповой гонке на Олимпиаде, но занял только 105-е место. После Олимпиады Дегенкольб второй раз стартовал на Вуэльте. Уже на втором этапе до Вианы он одержал свою первую победу на Гранд Туре, опередив в спринтерском финише Аллана Дэвиса (GreenEDGE) и Бена Свифта (Sky Procycling). Спустя два дня он выиграл пятый этап до Логроньо, а ещё через день увеличил число своих побед до трех, став первым в спринтерском финише на полотне автодрома Моторленд Арагон. Всего на Вуэльте 2012 Дегенкольб выиграл пять этапов, в том числе и последний этап в Мадриде.

#### 2013
Свой счет побед в 2013 году Дегенкольб открыл в мае с победы на пятом этапе Джиро д’Италия — его первой победы на итальянском Гранд Туре. На Тур де Франс Джон действовал как главный развозящий своего партнера по команде Марселя Киттеля, который выиграл четыре этапа. 25 августа немец одержал победу на своей родной, однодневной гонке Ваттенфаль Классик, опередив в спринтерском финише соотечественника Андре Грайпеля (Lotto-Belisol). В октябре, менее чем за неделю, Дегенкольб выиграл две однодневные гонки, проводящиеся во Франции: Париж — Бурж и Париж — Тур.

#### 2014
Новый сезон для Дегенкольба начался очень удачно. Уже в феврале, на Туре Средиземноморья (категория 2.1), ему удалось выиграть три спринтерских этапа (подряд) и очковую классификацию.
На Париж — Ницца Джон, выиграв групповой спринт, победил на третьем этапе и одел зелёную майку лидера очковой классификации, которую он удержал до конца гонки. 30 марта 2014 года Дегенкольб одержал победу на бельгийской калассике Гент — Вевельгем, опередив своих коллег по амплуа Арно Демара (FDJ.fr) и Петера Сагана (Cannondale). Главным достижением для немца, во второй половине сезона, была победа в очковой классификации и выигрыш четырёх этапов на Вуэльта Испании. Первый выигранный им этап содержал два категорийных подъёма и преодолевался в 40-градусную жару. Второй — закончился массовым спринтом, после которого французский спринтер Насер Буханни (FDJ.fr), ставший вторым жаловался на то, что победивший Дегенкольб не по правилах оттеснил его к защитным барьерам. Третий — за словами самого Дегенкольба — завершился «сумасшедшим финишем», в котором он опередил Тома Бонена (Omega Pharma-Quick Step). Четвертую победу Джон одержал на 17-м этапе, опередив на долю секунды Майкла Мэттьюса (Orica GreenEDGE). Сразу же после Вуэльты, Дегенкольб был госпитализирован из-за лимфатической инфекции.

#### 2015

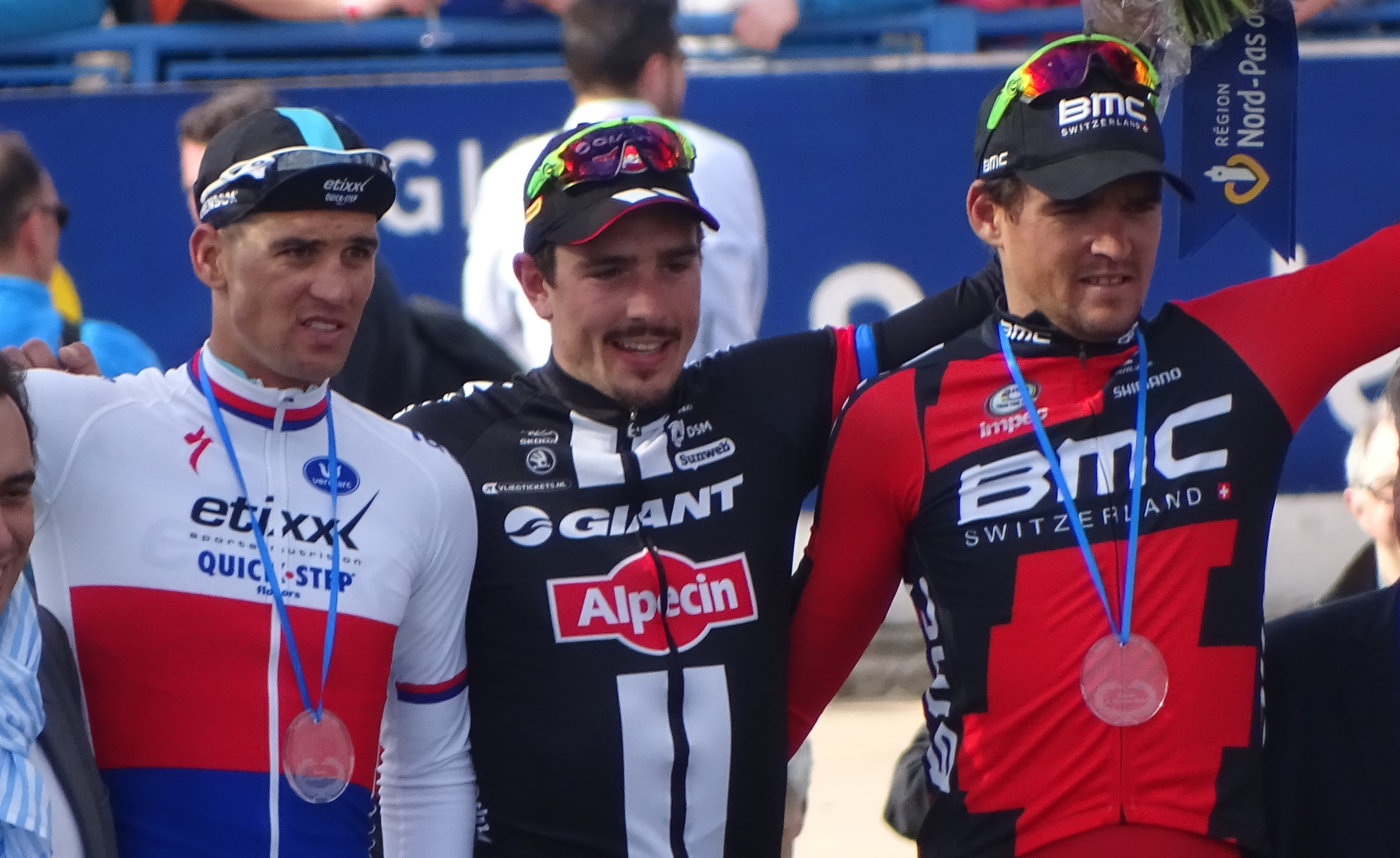
Джон Дегенкольб (в центре) на подиуме Париж — Рубе 2015

Свою первую победу в 2015 году Джон добыл на третьем этапе Тура Дубая, опередив на коротком, но очень крутом финальном подъёме с 17-и процентным градиентом Алехандро Вальверде (Movistar Team). После этого он стал лидером общего зачета гонки, но по итогам стал вторым, уступив Марку Кавэндишу. 22 марта Дегенкольб одержал свою самую значимую, на тот момент, победу в карьере, выиграв Милан — Сан-Ремо. В массовом спринте он опередил ряд известных спринтеров, в том числе Александра Кристоффа (Team Katusha) — прошлогоднего победителя гонки. 5 апреля немец стал седьмым на Туре Фландрии, а уже ровно через неделю, 12 апреля, он победил на самой известной монументальной классике Париж — Рубе. На финальных километрах, Джон, с помощью своего партнера по команде, сумел переложиться к лидирующей группе беглецов (Грегу Ван Авермату и Иву Лампарту). Затем к ним переложились ещё четыре гонщика. В финальном спринте на велодроме в Рубе сильнейшим из этой группы оказался Дегенкольб. 26-летний Дегенкольб стал первым немцем, кто одержал победу на «королеве классик» как ещё называют Париж-Рубе, с момента первого заезда этой гонки в 1896 году, когда победу одержал его соотечественник Йозеф Фишер. Также, он стал первым велогонщиком с 1986 года, победившим на Милан — Сан-Ремо и Париж-Рубе в одном сезоне (в 1986 г. такой дубль удался ирландцу Шону Келли). В мае ему удалось выиграть очковую классификацию и два этапа на Туре Баварии.
На Тур де Франс Дегенкольб заменил находящегося в плохих кондициях из-за продолжительной болезни Марселя Киттеля в качестве главного спринтера и капитана команды. Зайняв место в десятке на восьми разных этапах (включая второе место на четвёртом этапе с брусчаточными секциями, как нельзя подходящими для победителя Париж-Рубэ), но не выиграв ни одного из них, Джон подвел для себя итоги гонки следующими словами: «Удовлетворительно, но точно не то, о что я мечтал».
На Вуэльту Испании Дегенкольб был избран капитаном команды. В течение первых двух недель гонки ему никак не удавалось добыть победу. При этом он финишировал в пределах первой десятки на нескольких этапах (включая место в тройке сильнейших на этапах 3, 5 и 10).
Когда же его товарищ по команде Том Дюмулен неожиданно стал претендовать на победу в общем зачете, Дегенкольб начал работать на голландца, при этом он продемонстрировал «поразительное» выступление на этапе 19. В достаточно крутых горах, он не просто сумел усидеть почти до финиша в группе из 20-ти лучших гонщиков, но и развести Дюмулена для атаки на финальном подъёме в Авиле. Джон получил похвалу от спортивного директора команды Кристиана Гиберту, который назвал его выступление «феноменальным». При этом ему удалось сохранить силы, чтобы наконец-то добыть победу. На последнем, 21-м этапе Вуэльты, в Мадриде, он выиграл групповой спринт, опередив голландца Данни Ван Поппеля (Trek Factory Racing). Эта виктория стала для него десятой на этапах испанского Гранд-тура
В конце сезона, Дегенкольб, будучи одним из лидеров мужской сборной Германии, нацелился на победу в групповой гонке на чемпионате мира в Ричмонде. По мнению экспертов, он считался одним из главных фаворитов. В самой гонке, Дегенкольб старался держаться в голове пелотона, особенно на последних кругах. На финальном круге он был первым кто ответил на атаку Зденека Штыбара на брусчаточном подъёме Либби Хил, но дальше ему не удалось удержать темп группы, заданный в частности Грегом Ван Аверматом и Никки Терпстрою. Выпав из неё он финишировал лишь 29-м, проиграв победителю Петеру Сагану (Tinkoff-Saxo) 15 секунд. После гонки немец констатировал: «Конечно, я очень разочарован. Когда Саган атаковал на предпоследнем подъёме у меня уже не было чем ответить».
Сезон 2015 Дегенкольб закончил с победы на однодневке Сайтама Критериум, проводящееся в Японии. В спринтерском финише он опередил местного гонщика Фумиюки Беппу (Trek Factory Racing) и победителя Тур де Франс Криса Фрума (Team Sky). После окончания гонки Джон сказал: "Это была отличная гонка с большим количеством фанов. Они супер эмоциональны, особенно на финальном километре, где толпа была настолько громка, что атмосферу можно было сравнить с такой на Елисейских полях […]. Этот сезон для меня закончен и теперь начинается подготовка к новому.

#### 2016
23 января 2016 года Дегенкольб был одним из шести гонщиков Team Giant-Alpecin, которые были сбиты машиной, выехавшей на встречную полосу во время тренировки команды в Кальпе, Испания. В результате данного происшествия Джон получил порезы бедра, предплечья и губ, перелом запястья, а также чуть не потерял указательный палец на левой руке, для пришивания которого была срочно проведена операция в Валенсии. Из-за этих травм он был вынужден пропустить сезон весенних классик. Вернулся к соревнованиям лишь 1 мая, приняв участие в родной однодневной гонке Эшборн — Франкфурт. Несмотря на то, что гонку Джон не закончил, он сказал, что «удовлетворен» своим выступлением и назвал гонку первым важным шагом на пути к полному восстановлению.

## Достижения
2008
1-й Этапы 1 и 2b Тур Верхней Австрии
1-й Этап 2 Тур Тюрингии U23
2-й ЗЛМ Тур
2-й Тур От-Анжу
3-й  Чемпионат мира U23 в групповой гонке
2009
Чемпионат Германии U23
2-й  Групповая гонка
2-й  Индивидуальная гонка
3-й ЗЛМ Тур
3-й Тур Фландрии U23
6-й Триптик де Монт эт Шато
8-й Тур Тюрингии
2010
1-й  Чемпионат Германии U23 в групповой гонке
1-й  Тур Тюрингии U23
1-й Этап 3
1-й Этапы 4 и 5 Тур Бретани
Тур Эльзаса
1-й  Очковая классификация
1-й Этап 3
Тур де л'Авенир
1-й  Очковая классификация
1-й Этапы 1 и 5
2-й  Чемпионат мира U23 в групповой гонке
2-й Ля Кот Пикард
4-й Триптик де Монт эт Шато
6-й Тур Фландрии U23
9-й Рас Тайлтенн
1-й Этапы 6 и 8
2011
1-й Эшборн — Франкфурт
1-й Этапы 2 и 4 Критериум Дофине
1-й Этап 2 Вольта Алгарви
1-й Этап 1 Три дня Западной Фландрии
1-й Этап 2 Тур Баварии
2-й Тур Мюнстера
2-й Трофео Кала Миллор
3-й  Чемпионат Германии в групповой гонке
4-й Париж — Бурж
10-й Трофео Пальманова
2012
1-й UCI Europe Tour
1-й  Тур Пикардии
1-й  Очковая классификация
1-й Этапы 1 и 3
1-й Гран-при Исберга
1-й Этапы 2, 5, 7, 10 и 21 Вуэльта Испании
1-й Этап 7 Тур Польши
3-й Четыре дня Дюнкерка
1-й  Очковая классификация
1-й  Очковая классификация
1-й Этапы 1 и 2
3-й Париж — Бурж
3-й Бенш — Турне — Бенш
4-й Чемпионат мира в групповой гонке
4-й Париж — Тур
5-й Милан — Сан-Ремо
6-й E3 Харелбеке
7-й Эшборн — Франкфурт
2013
1-й Ваттенфаль Классик
1-й Париж — Тур
1-й Париж — Бурж
1-й Этап 5 Джиро д’Италия
3-й  Чемпионат Германии в групповой гонке
2-й Классика Брюсселя
2-й Гран-при Исберга
2-й Тур де Еврометрополь
1-й Этапы 2 и 4
4-й Эшборн — Франкфурт
9-й Тур Фландрии
10-й Гран при Плуэ
2014
1-й Гент — Вевельгем 2014
1-й Париж — Бурж
2-й Париж — Рубе
3-й Этуаль де Бессеж
1-й  Очковая классификация
Вуэльта Испании
1-й  Очковая классификация
1-й Этапы 4, 5, 12, 17 и 21
Тур Средиземноморья
1-й  Очковая классификация
1-й Этапы 1, 2 и 3
Париж — Ницца
1-й  Очковая классификация
1-й Этап 3
2-й  Чемпионат Германии в групповой гонке
2-й Париж — Рубе
2-й Эшборн — Франкфурт
2-й Тур Мюнстера
2-й Бенш — Шиме — Бенш
4-й Гран-при Марсельезы
9-й Чемпионат мира в групповой гонке
2015
1-й Милан — Сан-Ремо
1-й Париж — Рубе
1-й Критериум Сайтамы
2-й Тур Дубая
1-й Этап 3
Тур Баварии
1-й  Очковая классификация
1-й Этапы 2 и 5
1-й Этап 21 Вуэльта Испании
1-й Этап 1 Тур Бохума
7-й Тур Фландрии
2016
1-й Тур Мюнстера
Арктическая гонка Норвегии
1-й  Очковая классификация
1-й Этап 4
2-й Классика Гамбурга
5-й Тур Бретани
2017
2-й Гран-при Аргау
3-й Тур Дубая
1-й Этап 3
3-й  Чемпионат Германии в групповой гонке
3-й Эшборн — Франкфурт
6-й Гент — Вевельгем
7-й Милан — Сан-Ремо
7-й Тур Фландрии
10-й Париж — Рубе
10-й Гран-при Фурми
2018
1-й Трофео Порререс
1-й Трофео Пальма
2019
2-й Эшборн — Франкфурт

## Статистика выступлений

### Чемпионаты (групповая гонка)
| Соревнование       | 2011 | 2012 | 2013          | 2014          | 2015          | 2016 | 2017 |
| Олимпийские игры   | НП   | 105  | не проводятся | не проводятся | не проводятся | —    | НП   |
| Чемпионат мира     | 111  | 4    | 42            | 9             | 29            | НФ   | —    |
| Чемпионат Германии | 3    | —    | 3             | 2             | 16            | 14   | 3    |

### Гранд Туры
| Гранд-Тур       | 2011 | 2012 | 2013 | 2014 | 2015 | 2016 | 2017 | 2018 |
| --------------- | ---- | ---- | ---- | ---- | ---- | ---- | ---- | ---- |
| Джиро д'Италия  | —    | —    | НФ   | —    | —    | —    | —    |      |
| Тур де Франс    | —    | —    | 121  | 123  | 109  | 148  | 121  |      |
| Вуэльта Испании | 144  | 131  | —    | 116  | 90   | —    | НФ   |      |

### Однодневки
| Монументальные гонки  |      |      |      |      |      |      |      |      |
| Гонка                 | 2011 | 2012 | 2013 | 2014 | 2015 | 2016 | 2017 | 2018 |
| Милан — Сан-Ремо      | —    | 5    | 18   | 39   | 1    | —    | 7    |      |
| Тур Фландрии          | 94   | 59   | 9    | 15   | 7    | —    | 7    |      |
| Париж — Рубе          | 19   | 63   | 28   | 2    | 1    | —    | 10   |      |
| Льеж — Бастонь — Льеж | —    | —    | —    | —    | —    | —    | —    |      |
| Джиро ди Ломбардия    | —    | —    | —    | —    | —    | —    | —    |      |
| Классические гонки    |      |      |      |      |      |      |      |      |
| Гонка                 | 2011 | 2012 | 2013 | 2014 | 2015 | 2016 | 2017 | 2018 |
| Омлоп Хет Ниувсблад   | 12   | 11   | 72   | —    | —    | —    | —    |      |
| E3 Харелбеке          | —    | 6    | 65   | 15   | 25   | —    | 13   |      |
| Гент — Вевельгем      | —    | 57   | 65   | 1    | —    | —    | 5    |      |
| Эшборн — Франкфурт    | 1    | 7    | 4    | 2    | —    | НФ   | 3    |      |
| Ваттенфаль Классик    | —    | —    | 1    | —    | —    | 2    | 58   |      |
| Гран-при Плуэ         | —    | —    | 10   | —    | —    | 5    | —    |      |
| Париж — Бурж          | 4    | 3    | 1    | 1    | —    | —    | —    |      |
| Париж — Тур           | 11   | 4    | 1    | 43   | —    | —    | —    |      |

| —  | Не участвовал               |
| НФ | Не финишировал              |
| НП | Соревнования не проводились |

## Личная жизнь
10 августа 2013 года Джон Дегенкольб женился на Лауре. 2 января 2015 года у пары родился сын Лео Роберт Дегенкольб.